# Amar sin ser amada
«Amar sin ser amada» es el primer sencillo promocionado del álbum de estudio de Thalía llamado El sexto sentido (2005). La canción llegó al tope de las listas en Latinoamérica y Estados Unidos y fue estrenada por primera vez en la entrega de los Billboard Latin Music Awards del año 2005.
Según la misma intérprete: ""Amar sin ser amada" es un himno para todas las mujeres que han sufrido desengaños... La canción me la canto a mí misma y a aquellas que se han sabido levantar con más fuerza que antes".

## Videoclip
El video del primer sencillo de Thalía tuvo su estreno previsto en forma simultánea para Estados Unidos, Puerto Rico, México y Latinoamérica.
Bajo la dirección de Jeb Brien y la producción de Tom Fanning, el clip recrea en imágenes la historia musical compuesta por Estéfano y José Luis Pagán, en dos versiones, una en español y otra en inglés. El equipo de filmación trabajó en escenarios de la ciudad de Nueva York durante el mes de mayo de 2005.
Existe una versión en inglés también interpretada por Thalia titulada You Know He Never Loved You incluida también en el álbum.

## Remixes
1. «Amar sin ser amada» (Álbum Versión)
2. «Amar sin ser amada» (Inglés Versión) (You Know He Never Loved You)
3. «Amar sin ser amada» (Norteña Versión)
4. «Amar sin ser amada» (Duranguense Versión)
5. «Amar sin ser amada» (Reggaeton  Mix)
6. «Amar sin ser amada» (Reggaeton Mix) feat. Héctor El Bambino

## Posicionamiento en listas
| Estados Unidos | Billboard Hot Latin Songs        | 2 |
| Estados Unidos | Billboard Latin Pop Songs        | 1 |
| Estados Unidos | Billboard Regional Mexican Songs | 1 |